# 傻瓜相机

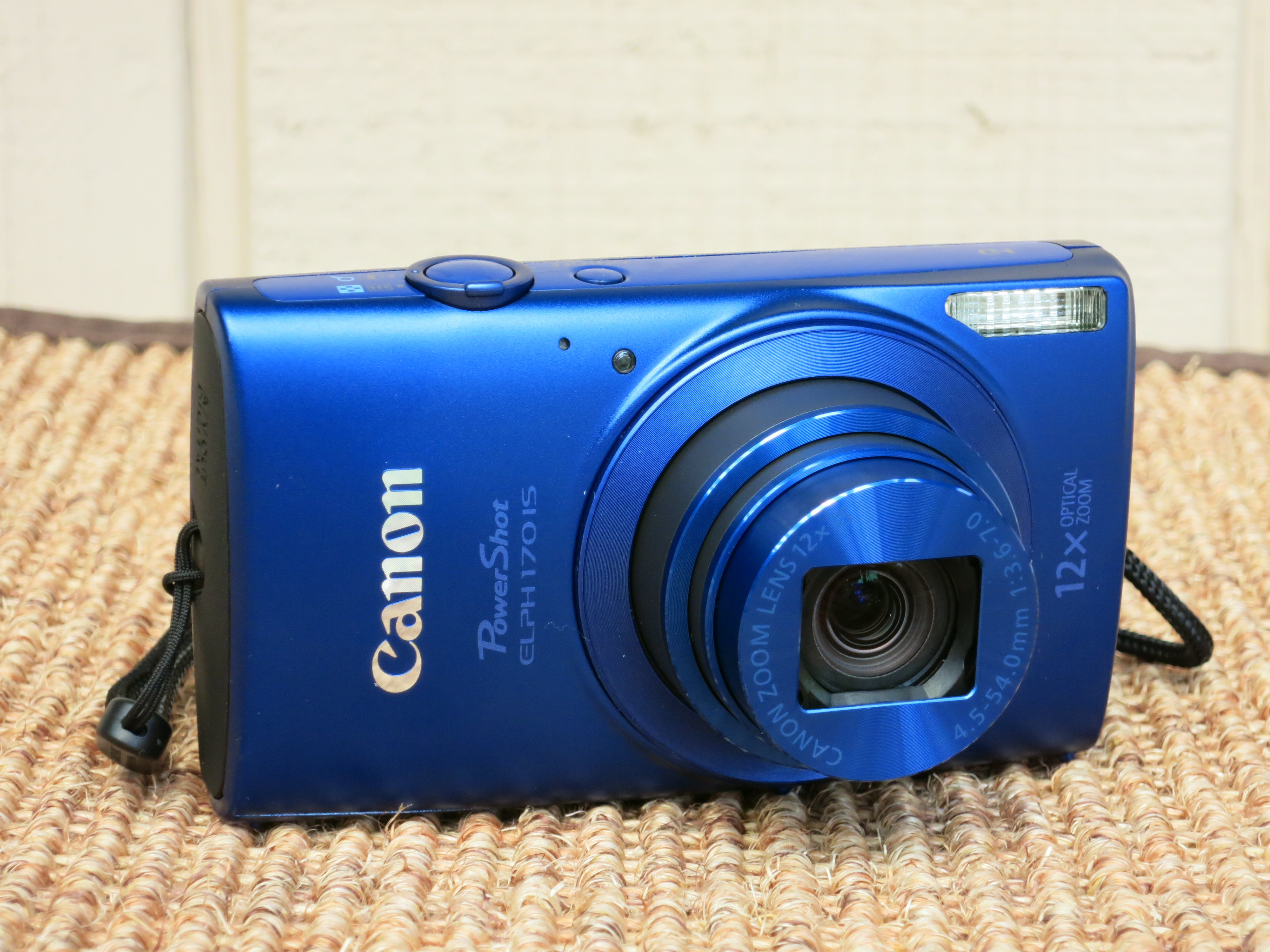
Canon Powershot Elph 170

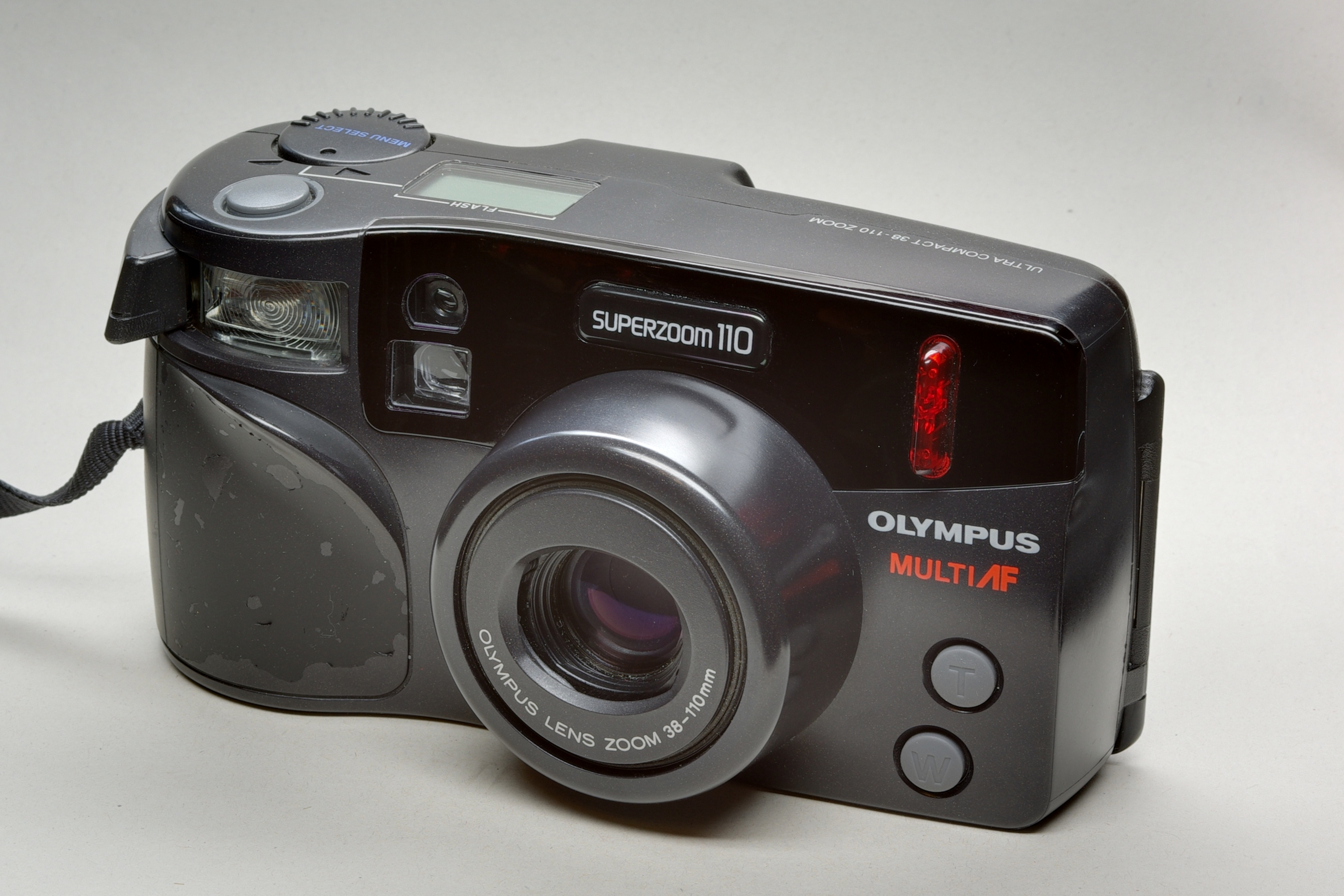
Olympus Superzoom 110

傻瓜相機，又稱輕便相機、全自動相機，通常指容易操作，針對一般人而設計的小型全自動相機。只要將鏡頭對準被攝物然後按下快門鈕，相機會自動完成所有的步驟，如此簡化後「連傻瓜都會使用」，因而有了傻瓜相機的稱呼。
傻瓜相機通常是固定镜头相机，多有附自動對焦的功能，快門按鈕通常為兩段式設計，第一段為自動對焦與測光，第二段才是快門開關。
隨著光學科技與電子技術的進步，許多新款傻瓜相機，都開始裝置原本只有單反相機或其它高階相機才有的功能，例如：逆光補償、消除紅眼、長時間曝光攝影、重複曝光等。最常見的，是大多數機型都具備人像、風景、動態、微距、夜間等數種不同模式，依據拍攝的需要而使用不同的設定值，讓使用者不必要學習光圈、快門等等觀念，也能夠進行多樣化的創作。
另一方面，由於一般人對於攝影主題的需求並不高，大都只要求能夠記錄日常生活，加上經濟能力、攜帶方便等等的需求與限制，因此傻瓜相機的性能通常不高，機身也必須儘量縮小。以往傻瓜相機和135型相機同樣使用35mm底片，較低價位的機型甚至只具備結構較簡單的定焦鏡頭以減少重量與成本。而在數位相機出現後，傻瓜相機大多使用遠較35mm底片更小的感光元件，不但降低感光元件的製造成本，還能使用更小型化的鏡頭以降低鏡頭的成本（大多数情况下，鏡頭在相機的成本中會佔有较高的比例），體積的縮小亦使得近年來許多傻瓜相機小到可以放進衣服口袋，甚至可以做在行動電話上，大幅提昇攜帶方便性，於是相機更加普及到一般人群中，以往手上拿著一台就會成為注目焦點的相機，現在卻幾乎成為日常用品，在網路上分享相片也成為追求新潮的年輕人的普遍行為。

## 歷史
1970年代第一次出現了自動曝光相機，方便了相機的操作。1982年，攜帶方便的「compact相機」，將「傻瓜機」帶到了世界上。